# David Plant
David Plant, född 29 mars 1783, död 18 oktober 1851, var ledamot av USA:s representanthus från Connecticut och viceguvernör i Connecticut.

## Tidigt liv
Plant föddes i Stratford, Connecticut. Han läste vid Episcopal Academy, Cheshire, Connecticut, och tog examen från Yale College 1804. Han studerade juridik vid Litchfield Law School och antogs till advokatsamfundet i Connecticut 1804. Han började arbeta som jurist i Stratford. Han var domare i domstolen för arvstvister (probate court) i Fairfield County.

## Politisk karriär
Plant var ledamot av Connecticuts representanthus 1817-1820 och var talman där. Han var sedan ledamot av Connecticuts senat 1821 och 1822. Från 1823 var han viceguvernör i Connecticut under guvernören Oliver Wolcott, Jr., vars tidigare viceguvernör Jonathan Ingersoll dog under ämbetstiden 1823. Plant var kvar som viceguvernör så länge Wolcott var guvernör, till 1827. Wolcott var den ende guvernören som valts för Toleration-partiet, ett parti som hade grundats i Connecticut 1816 men som kom att spela ut sin roll mot slutet av 1820-talet.
Plant valdes till USA:s representanthus i november 1826 och tjänstgjorde i en mandatperiod, från den 4 mars 1827 till den 3 mars 1829. Han kandiderade inte till omval i valet 1828.
Efter tiden i representanthuset återupptog han sitt arbete som jurist. Han avled i Stratford, Connecticut, 1851. Han begravdes på Congregational Burying Ground.